# Вільдшпітце
Вільдшпітце — найвища гора Ецтальських Альп висотою 3 770 м.н.м. та Північного Тиролю в цілому, та друга за висотою гора в Австрії після Гросглокнеру. Найближча вища гора — Ортлер, за 48,5 км у Південному Тиролі (Італія).

## Опис
Вільдшпітце розташована у пасмі Вайскамм (нім. Weißkamm — «біле пасмо»), яке за 12 км від гори сполучається з головною грядою Альп горою Вайскугель. Її північні та західні схили формують кінець долини Пітце, відгалуження долини річки Інн; південні та східні здніймаються над долиною Вентер, відгалуженням долини Етцталь. Гора має подвійну вершину, скелясту південну (3768 м.н.м. або за більшістю інших джерел 3770 м.н.м.) та покриту фірнами північну вершину (3 765 м.н.м.). Гора оточена льодовиками з трьох боків, найбільшим із яких є Ташахфернер (нім. Taschachferner) площею 8 км². Північна стіна ухилом 50° популярна у льодових скелелазів. Льодовик Ташахфернер стікає в долину Пітце з півночі, а в долину Вентер із гори течуть льодовики Міттеркарфернер із південного заходу та Рофенкарфернер — із південного сходу.
Вид із вершини обмежений лише земним обрієм — на схід можна побачити аж до Гросглокнеру, а на захід — до Фінстераархорну.

## Альпінізм

### Перші сходження
Перша задокументована спроба сходження на гору відбулася 1847 року Германом та Адольфом Шлагінтвайтами, які, ймовірно, досягли висоти 3 552 м.н.м. на північно-східному гребені. Перше успішне сходження було здійснено 1848 Леандером Клотцем, гірським гідом та фермером із Рофена, біля підніжжя гори (тепер частина Зельдена), та іншим неназваним місцевим фермером. У серпні 1857 року брати Нікодем, Леандер та Ганс Клотци провели на вершину торгівця з Відня Джозефа Адольфа Шпехта. Північна вершина дещо вища, на час виміру її висота була 11 947 віденських футів або 3 776 м.н.м., але південна вершина має кращі краєвиди і перші два сходження були на неї. 29 серпня 1861 року Нікодем та Леандер Клотци провели на Вільдшпітце мешканців Відня Антона фон Рутнера та Ф. Р. фон Ендереса — знову на південну вершину. Протягом їх двогодинного перебування на вершині Леандер пройшов на північну вершину, що вважалось першим підкоренням головної вершини Вільдшпітце. Однак наприкінці 20-го сторіччя танення снігів вкоротило північну вершину до близько 3 765 м.н.м., і головною вершиною стала південна, а перше сходження — 1848 рік.

### Маршрути
Стандартний маршрут на гору веде від Бреславського притулку (нім. Breslauerhütte), до якого підходять із села Вент і який лежить за 800 метрів над Рофенською лукою, з якої починались перші три сходження. Більшість альпіністів ночують у притулку та йдуть на вершину наступного дня. Шлях від притулку до вершини займає близько 4,5 годин.
Альтернативний більш складний маршрут веде від Брауншвайгерського притулку в районі льодовиків долини Пітце. Від притулку маршрут веде льодовиком до сідловини Міттельберг (нім. Mittelbergjoch) та далі льодовиком Ташахфернер (на цій ділянці в ньому багато тріщин) до вершини. Середній шлях від притулку до вершини займає близько 6,5 годин.

## Галерея

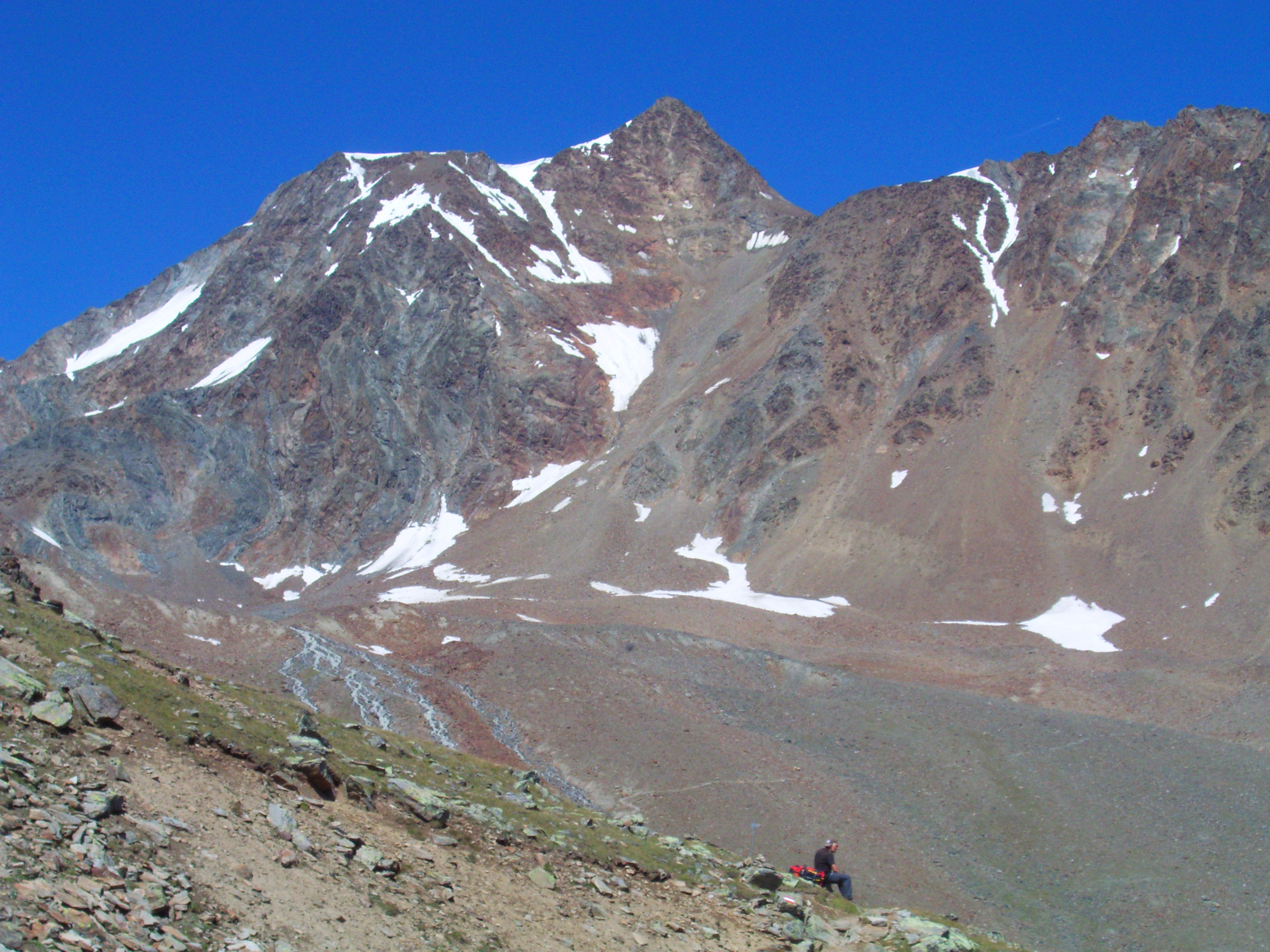
Південний бік
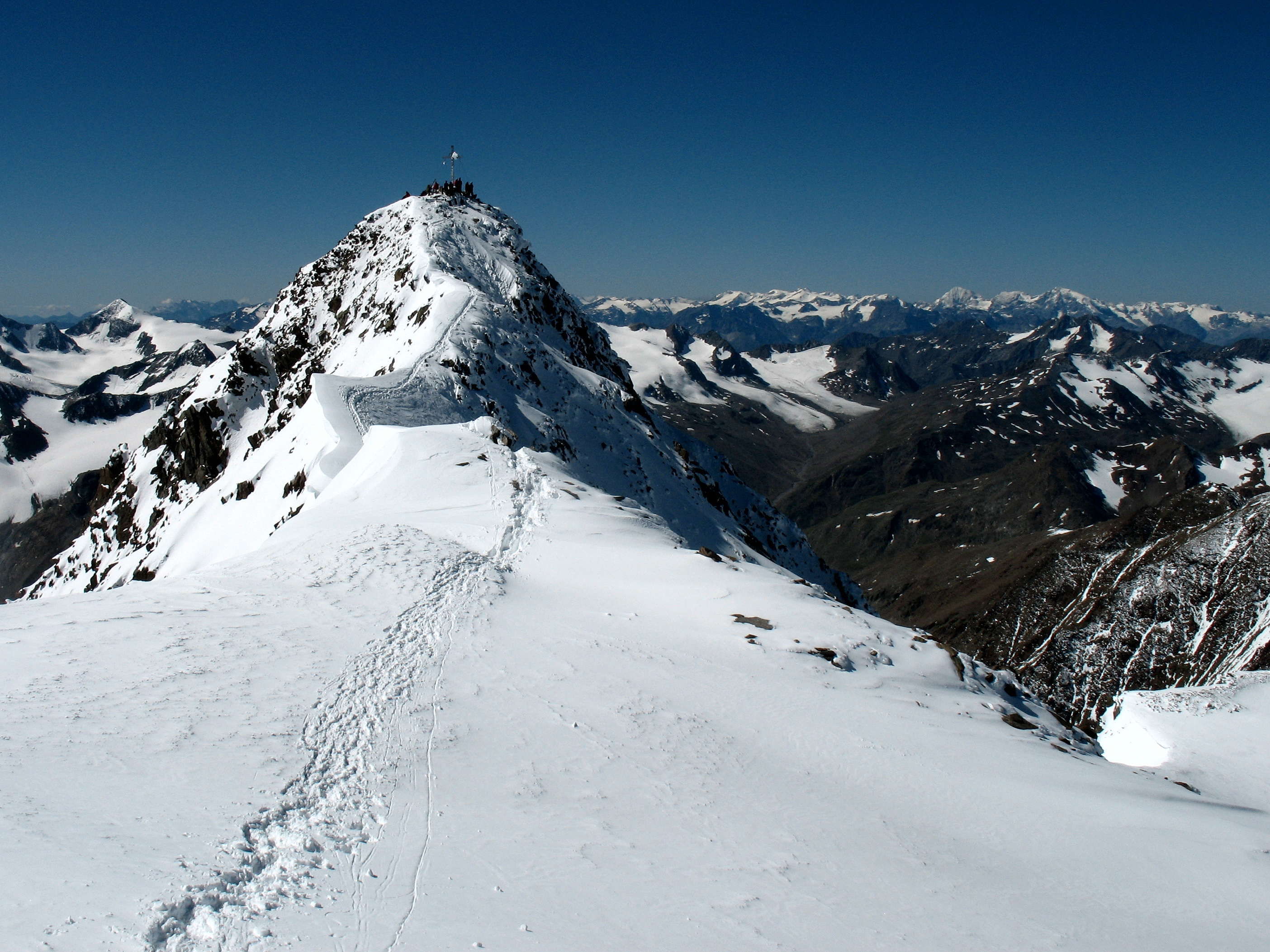
Південна вершина
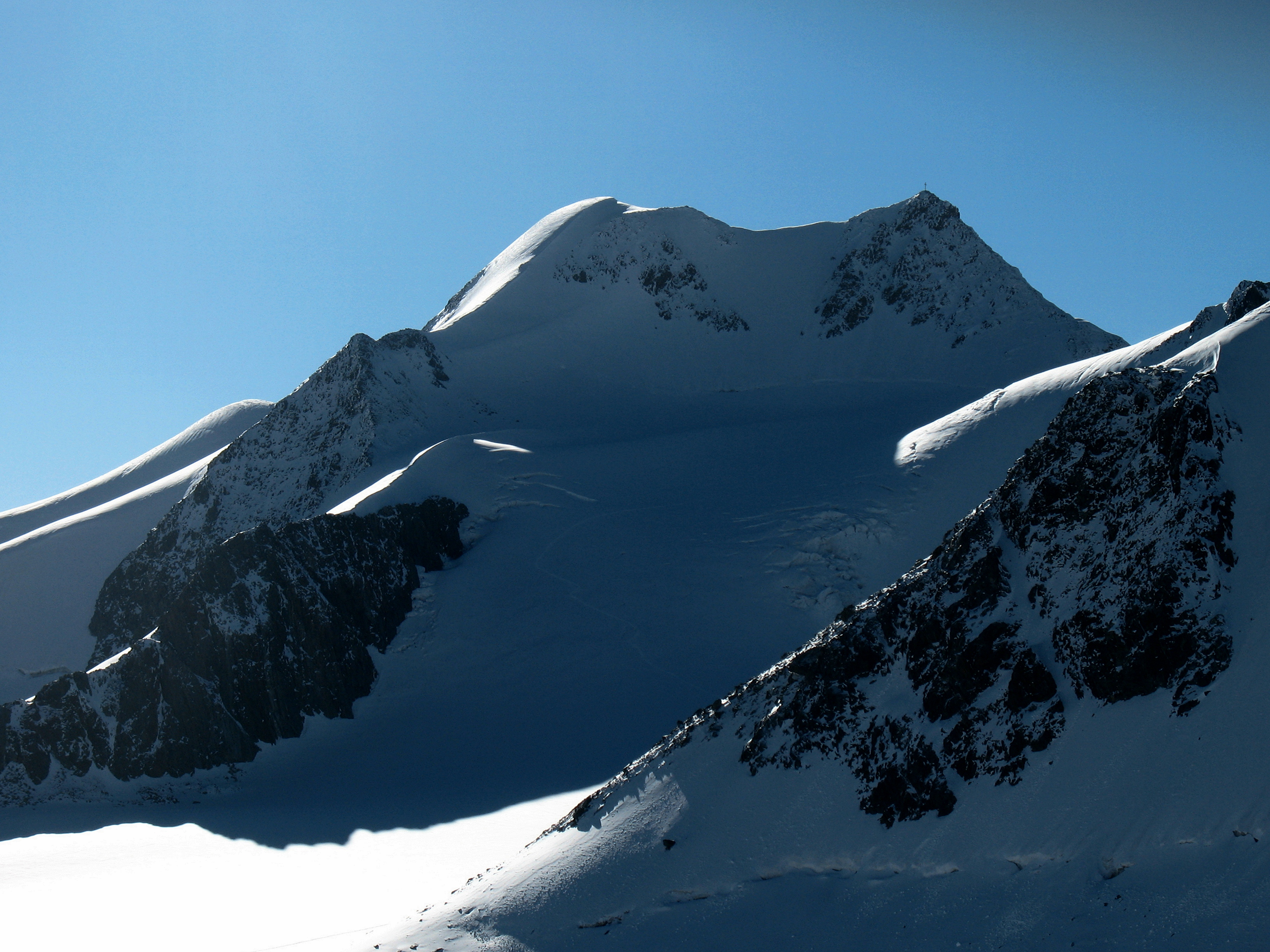
Західний бік
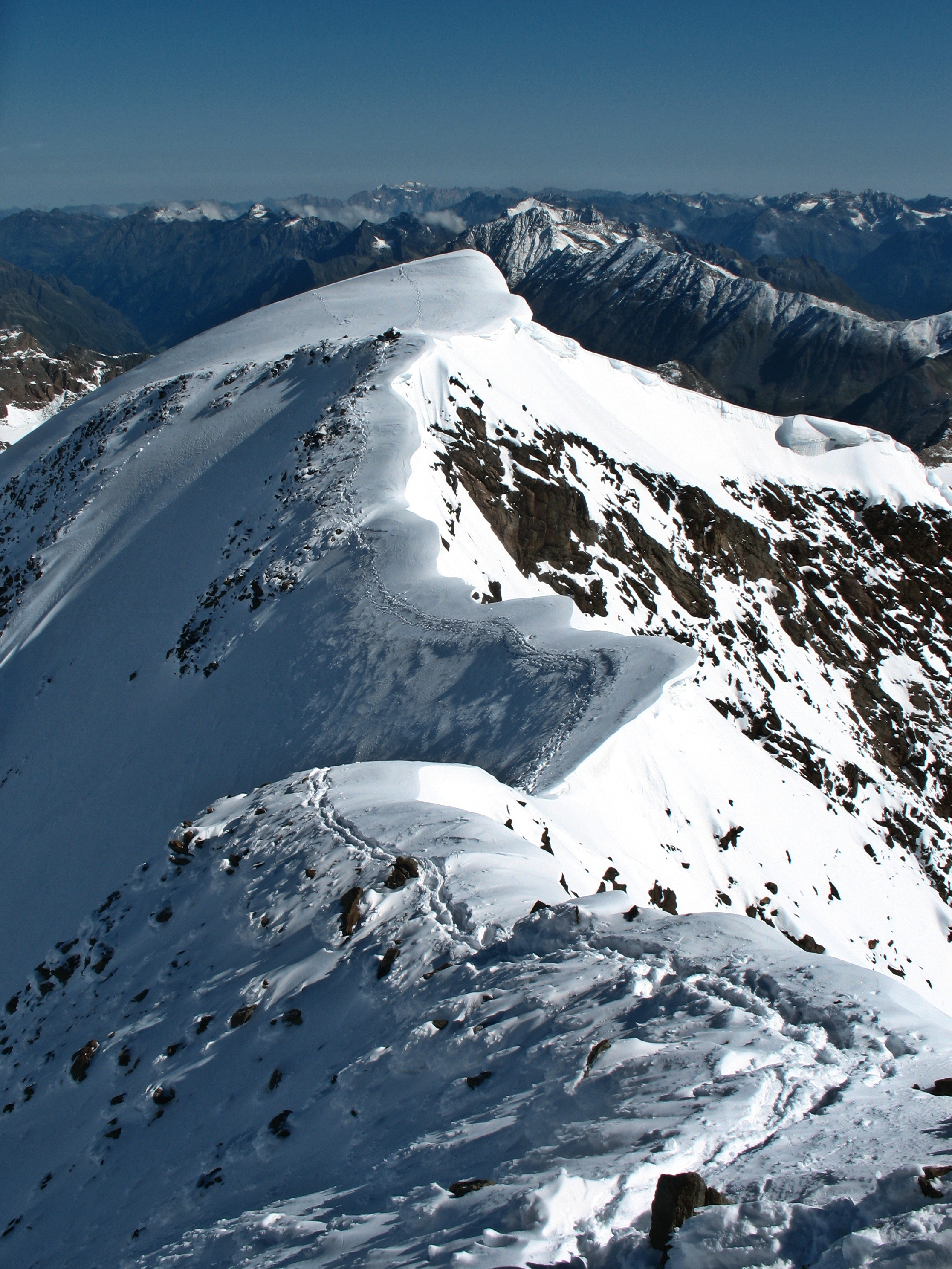
Північна вершина